# 西西·貝莉斯
西西·貝莉斯（英語：CiCi Bellis，1999年4月8日—）是美國职业网球女运动员，2016年轉職業。她的WTA生涯最高單打排名為第35（2017年8月14日）。2022年1月19日在Instagram上宣布退役。  
2016年美國網球公開賽，貝莉斯首度進入第三輪，不敵最終奪冠世界第一安赫利奎·克柏。

## 外部連結
- 西西·貝莉斯的国际女子网球协会官方資料（英文）
- 西西·貝莉斯的國際網球總會 職業／青少年 官方資料（英文）